# Lekwaikaw
Le lekwaikaw (aussi écrit lae kae kaw ou lae kwekor), est un alphasyllabaire utilisé pour l’écriture du karen s'gaw et du karen pwo.